# Johann Georg Fuchs (Jurist)
Johann Georg Fuchs (* 30. Dezember 1614 in Regensburg; † 27. Juni 1674) und später auch alle seine Söhne machten nach dem Schulbesuch in Regensburg und nach dem Studium der Jurisprudenz berufliche Karrieren in der Stadtverwaltung von Regensburg bis in die höchsten Ämter der Reichsstadt. Als damaliges Mitglied der Regensburger Elite ist der Lebenslauf von Johann Johann Georg Fuchs anhand einer gedruckten Leichenpredigt rekonstruierbar. Bei Historikern wurde Georg Fuchs als Autor eines Tagebuchs bekannt, in dem er während der letzten Jahre seiner Schulzeit kriegerische und andere Ereignisse beschrieb, die im Dreißigjährigen Krieg im Verlauf der Kämpfe um Regensburg stattfanden. Die Ereignisse hatte er selbst erlebt oder er erfuhr von ihnen, als die im April 1632 von bayerischen Truppen besetzte Stadt Regensburg durch ein schwedisches Heer von Ende Oktober bis Ende November 1633 zunächst belagert und dann erobert wurde. Fuchs setzte die Tätigkeit als Tagebuchschreiber auch während der Zeit der anschließenden Rückeroberung von Regensburg durch kaiserliche und bayerische Truppen fort, die von Mitte Mai bis Ende Juli 1634 erfolgte. Das Tagebuch wurde später nach dem Tod des Vaters von einem seiner Söhne kopiert und in der Neuzeit transkribiert. Die Tagebucheinträge haben die Aufklärung der Abläufe der militärischen Einzelereignisse im Verlauf der Kämpfe um Regensburg im Dreißigjährigen Krieg erleichtert, denn bei dem Tagebuch handelt es sich um ein an Ereignissen orientiertes Tagebuch, das nüchtern und sachlich informiert und den Fokus nicht auf die jeweiligen Empfindungen des Verfassers legt. Die im Tagebuch geschilderten Ereignisse sind inhaltlich weitgehend kompatibel mit den zwei „offiziellen“ Beschreibungen der Belagerungen, verfasst vom schwedischen Kriegs-Beobachter Bogislaw Philipp von Chemnitz und vom kaiserlichen Schreiber Franz Christoph von Khevenhüller.

## Lebenslauf mit Beginn der Tagebucheintragungen
Johann Georg Fuchs war der Sohn eines aus Liegnitz in Schlesien stammenden Lederhandwerkers (Riemer) Johann Fuchs und dessen Ehefrau. Schon früh bemerkten seine Eltern den ausgeprägten Verstand ihres Sohnes und ließen ihn daraufhin das städtische Gymnasium poeticum besuchen, das ihn auf ein Universitätsstudium vorbereiten sollte. Bereits während der letzten beiden Schuljahre im Gymnasium poeticum, das er 1635 im Alter von 21 Jahren verließ, hatte Johann Georg Fuchs begonnen, ein Tagebuch zu führen. In den Jahren ab 1632 griffen die kriegerischen Ereignisse des Dreißigjährigen Krieges auf Bayern und nach der Niederlage des bayerischen Heeres in der Schlacht bei Rain am Lech auch auf die Stadt Regensburg über, die von flüchtenden bayerischen Truppen besetzt wurde. Nur ein Jahr später belagerte ein schwedisches Heer unter Bernhard von Sachsen-Weimar das bayerisch besetzte Regensburg und eroberte die Stadt im November 1633. In seinem Tagebuch beschreibt Johann Georg Fuchs auch den Abriss von Gebäuden und andere zerstörerische Einzelmaßnahmen der bayerischen Besatzungstruppen, wie z. B. die Sprengung einiger Joche der Steinernen Brücke, wodurch Angriffe von Norden auf die Stadt erschwert werden sollten. Beschrieben wurden auch die heftigen Beschießungen der westlichen Stadtmauern durch die schwedische Artillerie, die sich im heutigen Stadtpark Regensburg aufgestellt hatte. In den Beschreibungen ist auch die Beobachtung festgehalten, dass Tote und Verletzte unterschiedslos in die Donau geworfen wurden. Letztlich brachten die heftigen Beschießungen die Stadtmauer bei Prebrunn zum Einsturz, was zur Eroberung von Regensburg durch das schwedische Heer führte.
Nur wenige Monate später begann Johann Georg Fuchs auch Tagebucheinträge zu erstellen zum Verlauf der Rückeroberung der schwedisch besetzten Stadt durch stark überlegene kaiserlich–bayerische Truppen, die nach der Ermordung von Wallenstein vom neu bestellten kaiserlichen Oberbefehlshaber, dem Sohn von Kaiser Ferdinand II, dem späteren Kaiser Ferdinand III angeführt wurden. Deren Angriffe auf die Stadt, zunächst von Norden und später, nach Überwindung der Donau, auch von Süden, begannen im Mai 1634 und wurden im Juli 1634 mit der Kapitulation der Schweden für die kaiserlichen Angreifer erfolgreich abgeschlossen.
Weil die schwedischen Verteidiger der Stadt kaum Artillerie hatten und auch keine günstigen Artilleriestellungen hätten aufbauen können, spielt bei der Beschreibung der Ereignisse die übermächtige und eindrucksvoll aktive Artillerie der kaiserlich-bayerischen Angreifer eine für den Tagebuchschreiber wichtige Rolle. Die Angreifer konnten ungehindert erhöhte Stellungen auf den Winzerer Höhen beziehen und von dort aus die ausgebauten schwedischen Verteidigungsanlagen beim Schwarzen Turm in Stadtamhof beschießen und auch direkt über die Donau in das Stadtgebiet von Regensburg hinein schießen, so dass in der Stadt auch Häuser getroffen und Bewohner gefährdet und auch getötet wurden. Dabei wurden auch mit Sprengladungen gefüllte Granaten und sogenannte Feuerkugeln eingesetzt, die beim Aufschlag explodierten, die Einwohner der Stadt verletzten oder töteten und auch Brände auslösten.
Ohne persönliche Kommentare, nüchtern und sachlich beschrieben wurden auch nichtkriegerische Ereignisse, wie Hinrichtungen und sogar nur wenig eindrucksvolle Arbeitseinsätze zur Befestigung von Zwingermauern und Reparaturen anderer Verteidigungsanlagen. Erwähnt wurde auch, dass die heftigen Beschießungen noch in weit entfernten Städten zu hören waren. Bei seinen Beschreibungen ging es dem Schreiber des Diariums explizit nicht um die Schilderung persönlicher Erfahrungen und Erlebnisse, sondern darum, alle Ereignisse und alle Beschießungen zuverlässig Tag für Tag als solche zu dokumentieren und Beschädigungen möglichst genau zu beschreiben. Bei den täglichen Eintragungen fehlen nur Angaben zu den letzten Tagen vor der Kapitulation, was bereits die Söhne bei der Erstellung der Kopie anmerkten.
Nachdem die von den schwedischen Verteidigern der Stadt dringend erwarteten militärischen Unterstützungen ausblieben, mussten die schwedischen Truppen, die von J. G. Fuchs im Tagebuch immer als „die Unsrigen“ bezeichnet wurden, im Juli 1634 wegen Pulvermangels kapitulieren und abziehen. Zum Ärger des bayerischen Kurfürsten Maximilian I. wurde Regensburg dann ausschließlich durch kaiserliche Truppen besetzt, ohne bayerische Truppen zu beteiligen.
Im Folgejahr 1635, dem Jahr des Schulabschlusses von Johann Georg Fuchs, brach in der Stadt eine Pestepidemie aus, die bereits 1634 begonnen hatte. Für den 21-jährigen Schulabgänger hatte diese Epidemie schwerwiegende Folgen, denn im Verlauf der Epidemie verlor Georg Fuchs innerhalb eines Jahres nicht nur seine beiden Eltern, sondern mit seinen drei jüngeren Brüdern und zwei Schwestern auch alle weiteren Angehörigen. Daraufhin verließ J. G. Fuchs die Stadt fluchtartig und begann juristischen Studien an den protestantischen Universitäten in Altdorf bei Nürnberg und in Jena. Während seiner Studienzeit unternahm der Student eine längere Europareise beginnend in Padua, die ihn wegen der andauernden kriegerischen Begleitumstände auf vielen Umwegen von Padua in Italien aus über Frankreich und Holland bis nach England führte.
1643 kehrte Johann Georg Fuchs nach Abschluss der Studien an der Universität Altdorf nach Regensburg zurück und wurde zunächst als Sekretär in der Stadtverwaltung angestellt. Noch im gleichen Jahr heiratete er Marina Jakobina, die Tochter eines Reichshofrates, mit der er acht Kinder hatte. In der Folgezeit machte Johann Georg Fuchs in der Verwaltung der Stadt Regensburg eine steile Karriere und wurde 1650 / 1654 zum Syndikus ernannt. 1662 erfolgte seine Wahl in den Inneren Rat der Stadt und 1671 wurde er als Kämmerer gewählt und zum Direktor des Vormundamtes bestellt. Nicht lange konnte sich Johann Georg Fuchs seiner Karriere und seines Lebens erfreuen, denn bereits 1672 erblindete er völlig und verstarb 1674 im Alter von 59 Jahren. In seiner Leichenpredigt wird Fuchs als ein „Fürbild im lutherischen Glauben“ und als eine „Seule des Stadtwesens“ bezeichnet. Drei seiner Söhne machten wie der Vater ähnliche Karrieren im Dienst der Reichsstadt Regensburg und auch die Töchter gründeten durch Einheiraten in die angesehene Regensburger Familien Mämminger und Feischl neue Netzwerke im Regensburger Patriziat.

## Diarium
Im Diarium dokumentiert der Autor Johann Georg Fuchs aus der Perspektive eines Augenzeugen die täglichen Auswirkungen der militärischen Belagerungsmaßnahmen. Damit werden der Ablauf, die Auswirkungen und weitere Aspekte einer frühneuzeitlichen Kriegsführung bei der Belagerung einer Stadt ersichtlich und nachvollziehbar, bis hin zur Versorgung mit Nahrungsmitteln oder zum grausamen Umgang mit Verletzten und Gefangenen und der Schilderung von Hinrichtungen verurteilter Soldaten. Bemerkenswert war auch der extreme Lärm durch die Beschießung der Stadt mit ungefähr 70 Kanonen, der im Mai 1634 bis hin zur 70 km entfernten Stadt Weiden zu hören war. Nach einer Phase mit Beschießung wurde die eintretende Stille von den Einwohnern dann als besonders trügerisch empfunden. Auch über solche Beobachtungen berichtet Fuchs immer in einem nüchternen, sachlichen Stil, wobei er in Aussagen allenfalls den wertenden Begriff „schrecklich“ benutzt. Er legt keinen Wert auf die Ich-Perspektive, tritt in seinem Tagebuch nicht als selbst handelnde Person auf und erwähnt Schäden am eigenen Haus nur am Rande. Ganz anders dagegen verfährt Peter Hagendorf in dem wohl bekanntesten individuellen Selbstzeugnis des Dreißigjährigen Krieges, dem Tagebuch des Söldners Hagendorf, der immer im Mittelpunkt seiner Erzählungen steht und nach 1632 ebenfalls in Regensburg war. Selbst der Verlust aller Familienangehörigen durch die Pest findet im Tagebuch des Johann Georg Fuchs keine Erwähnung, was auf eine eventuelle starke Glaubensfestigkeit zurückzuführen ist. Damit handelt es sich beim Fuchs-Tagebuch um ein genuines Kriegstagebuch mit eindeutigem Fokus auf den Ereignissen und nicht auf das Erleben und die Gefühle des Verfassers.
Für den Verfasser des Diariums erwähnenswert waren spektakuläre Einzelaktionen, wie z. B. die von fünf erfahrenen Floßfischern, geschützt von 50 schwedischen Musketieren, vollbrachte nächtliche Entführung eines mit Eisen beschlagenen Floßes, mit dem bayerische Truppen am Folgetag die heftig umstrittene Donauinsel Oberer Wöhrd erobern wollten. Von dieser Insel aus hätten die Angreifer auf die Steinerne Brücke und damit nicht nur das Brücktor und damit den Stadteingang angreifen können, sondern sie hätten auch in den Rücken der schwedischen Verteidiger des Nordzugangs zur Steinernen Brücke am Schwarzen Turm gelangen können. Genau so geschah es später, als bei einem erneuten Angriff Die Donauinsel Oberer Wöhrd von kaiserlichen Truppen obert wurde was dann zur Kapitulation der Schweden führte. Erstaunlich ist auch die im Diarium geschilderte Aktion, bei der die schwedischen Verteidiger der Stadt eine Strohpuppe als menschliche Attrappe auf ein Pferd banden und in die feindlichen Laufgräben vor der westlichen Stadtmauer beim Jacobstor trieben. Auf die Puppe wurde von den feindlichen Belagerern geschossen, was deren Munition verminderte und sie außerdem so lächerlich machte, dass sie am Ende laut verlacht wurden.
Zum Verständnis des originalen Textes im Diarium werden einige Vorkenntnisse und Erfahrungen zu häufig verwendeten Ausdrücken und Redeweisen benötigt. Das zeigt folgender originaler Textausschnitt aus dem Diarium: „Den 17. / 27. May haben sie sich mit etlichen Trouppen auff dieser Seith vom Regen sehen laßen, seynd aber wider zurück getrieben, und ist noch continue mit Stücken auff die am Regen gespielet worden. und auf die Reuter geschoßen.“